# Fresne-lès-Reims
Fresne-lès-Reims war eine französische Gemeinde mit 435 Einwohnern (Stand: 2022) im Département Marne in der Region Grand Est. Am 1. Januar 2017 fusionierte die Gemeinde Fresne-lès-Reims mit der Gemeinde Bourgogne zur neuen Gemeinde (commune nouvelle) Bourgogne-Fresne.

## Geographie
Fresne-lès-Reims liegt etwa neun Kilometer nordnordöstlich von Reims. 

## Bevölkerungsentwicklung
| Jahr                       | 1962 | 1968 | 1975 | 1982 | 1990 | 1999 | 2006 | 2013 | 2020 |
| Einwohner                  | 267  | 293  | 270  | 329  | 427  | 409  | 421  | 425  | 428  |
| Quellen: Cassini und INSEE |      |      |      |      |      |      |      |      |      |

## Sehenswürdigkeiten
- Kirche Saint-Martin
- Reste des ehemaligen Forts von Fresne aus dem 19. Jahrhundert

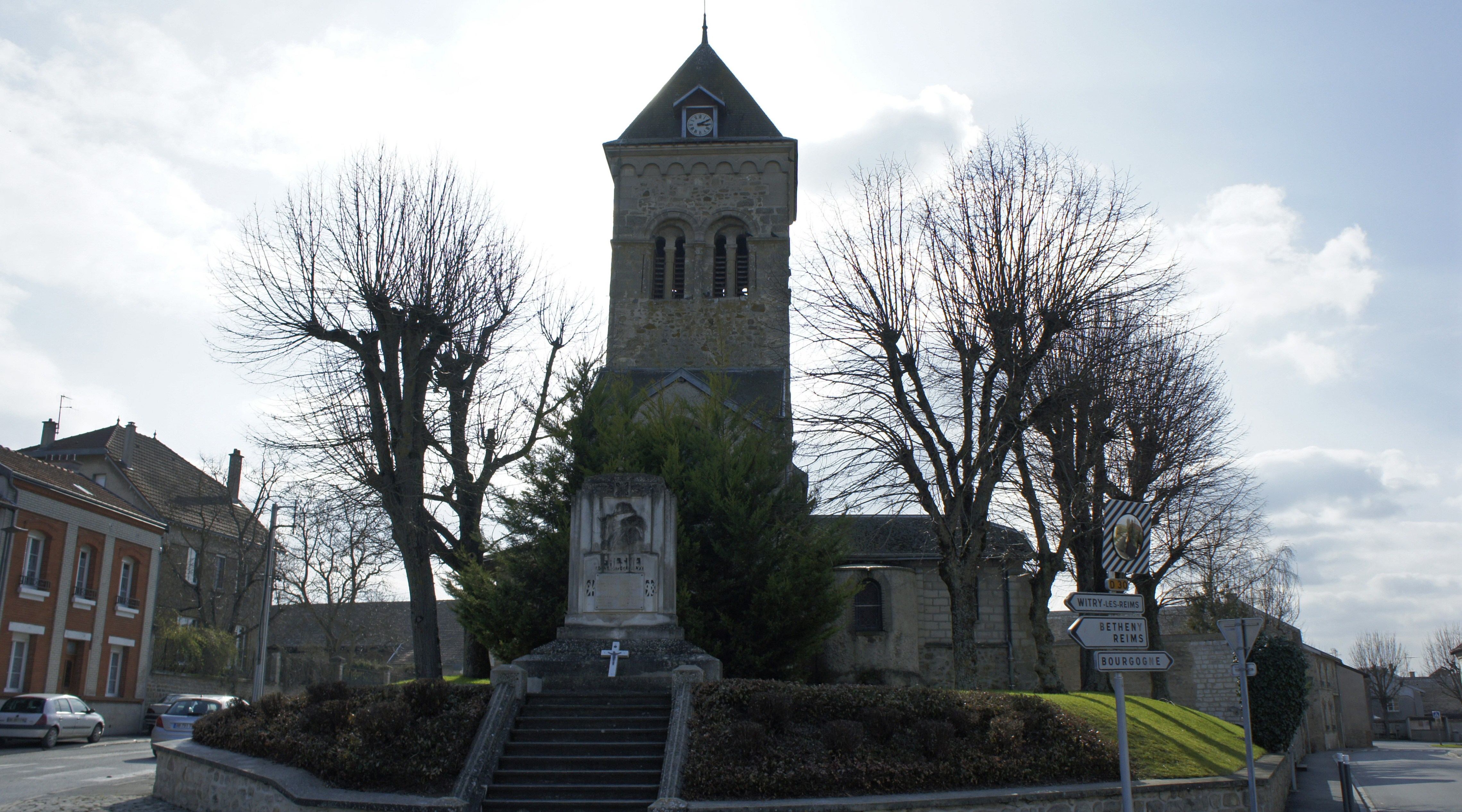
Kirche St. Martin und Kriegerdenkmal
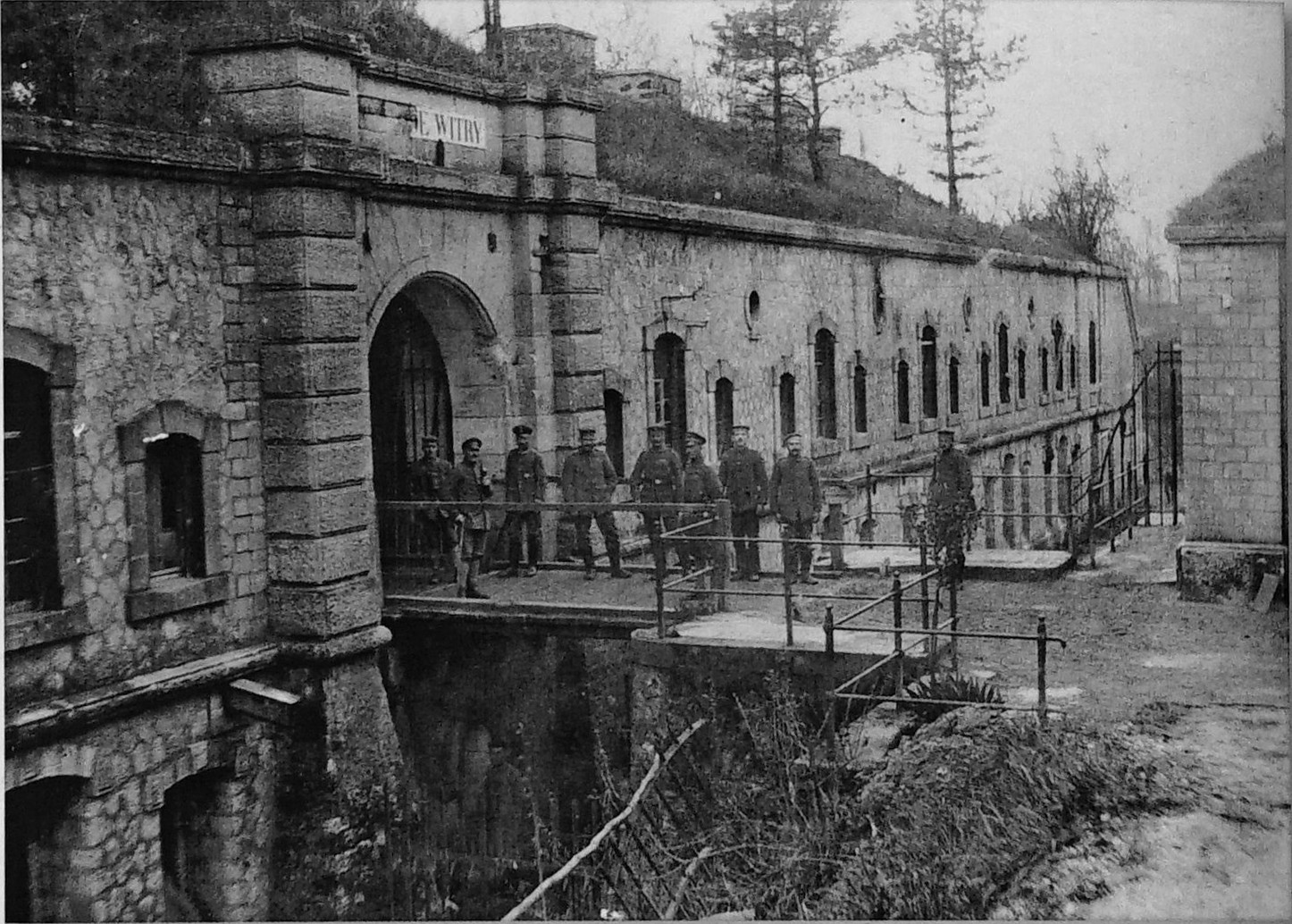
Fort de Fresne auf einer Postkarte von 1914